# Saint-Martin-Gimois
Saint-Martin-Gimois é uma comuna francesa na região administrativa de Occitânia, no departamento de Gers. Estende-se por uma área de 6,68 km². Em 2010 a comuna tinha 91 habitantes (densidade: 13,6 hab./km²).